# Palac Sportu (metropolitana di Charkiv)
La stazione di Palac Sportu (Палац Спорту, ), in russo Dvorec Sporta (Дворец Спорта), è una stazione della metropolitana di Charkiv, sulla linea Cholodnohirs'ko-Zavods'ka.

## Storia
La stazione di Palac Sportu venne attivata il 23 agosto 1978 come parte della tratta da Moskovs'kyj prospekt a Industrial'na della linea Cholodnohirs'ko-Zavods'ka.

## Strutture e impianti
Si tratta di una stazione sotterranea, con due binari – uno per ogni senso di marcia – serviti da una banchina ad isola.